# 6417 Liberati
A 6417 Liberati (ideiglenes jelöléssel 1993 XA) a Naprendszer kisbolygóövében található aszteroida. Antonio Vagnozzi fedezte fel 1993. december 4-én.